# Alcis cosmeta
Alcis cosmeta là một loài bướm đêm trong họ Geometridae.